# Italienska Nordafrika

Italienska Nordafrika och Italienska Östafrika runt 1913, i ljusgrönt.

Italienska Nordafrika (Africa Settentrionale Italiana, or ASI) var ett antal territorier i Nordafrika som kontrollerades av Italien från 1911 och fram till andra världskriget. 1939 döpte Benito Mussolini om platsen till Fjärde stranden, på italienska Quarta Sponda.

## Territorier
Åren 1912-1927 var Italienska Nordafrika en egen enhet, och från 1934 till 1941 ingick Italienska Nordafrika i en enda besittning, Italienska Libyen.
Från 1942 till 1943 räknades även Tunisien med, och administrerades som del av Fjärde stranden.

### 1927-1934
- Italienska Cyrenaica
- Italienska Tripolitanien

### 1934-1941
- Italienska Libyen

### 1941-1943
- Italienska Libyen
- Tysk- och italienskockuperade västra Egypten
- Tysk- och italienskockuperade Tunisien (från 17 november 1942 till 13 maj 1943)